# 治安委员会
治安委员会（法語：Comité de sûreté générale）隸屬議會委員會，和救国委员会協同運作，監控雅各賓專政恐怖統治時期的運作。
治安委员会是國民公會在1792年10月設立的。 目的是為了保護法蘭西共和國清除內部的敵人。 1794年，治安委员会參與熱月政變成為反對派的一部分，對抗羅伯斯庇爾和救国委员会。

## 著名成員
- 马克-纪尧姆·亚历克西·瓦迪耶
- 雅克-路易·大衛
- 让·皮埃尔·安德烈·阿马尔（英语：Jean-Pierre-André Amar）
- 菲利普·弗朗索瓦·約瑟夫·勒巴（英语：Philippe-François-Joseph Le Bas）
- 让-亨利·武朗（英语：Jean-Henri Voulland）
- 皮埃爾·約瑟夫·迪昂（英语：Pierre Joseph Duhem）